# Lytta vrendenburgi
Lytta vrendenburgi is een keversoort uit de familie van oliekevers (Meloidae). De wetenschappelijke naam van de soort is voor het eerst geldig gepubliceerd in 1962 door Kaszab.